# Hohenrain
Hohenrain is een gemeente en plaats in het Zwitserse kanton Luzern en maakte deel uit van het district Hochdorf tot op 1 januari 2008 de districten van Luzern werden afgeschaft.
Hohenrain telt 2357 inwoners.